# Baci rossi
Baci rossi è un album di Nada, pubblicato nella primavera del 1986.
Questo disco chiude la trilogia con la casa discografica EMI Italiana assieme agli LP Smalto del 1983 e Noi non cresceremo mai del 1984.
Rispetto all'album precedente, l'uso dell'elettronica è ancora più deciso. Ben presente anche una lucida follia nei testi e nell'interpretazione.

## Tracce
1. Schiava d'amore
2. Baci rossi
3. Tic-tac blues
4. Il mio angelo rosso
5. Stanotte
6. L'uomo nel destino
7. Amo te
8. Nel mondo delle illusioni

## Formazione
- Nada – voce
- Giovanni Tommaso – basso
- Mauro Paoluzzi – chitarra elettrica, programmazione, tastiera, batteria
- Franco Cristaldi – basso
- Demo Morselli – tromba
- Amedeo Bianchi – sax